# Teruelius bicolor
Espèce
Synonymes
- Grosphus bicolor Lourenço, 2012

Teruelius bicolor est une espèce de scorpions de la famille des Buthidae.

## Distribution
Cette espèce est endémique de la région Ihorombe à Madagascar. Elle se rencontre entre Ranohira et Ilakaka

## Description
Le mâle holotype mesure 29,9 mm.

## Systématique et taxinomie
Cette espèce a été décrite sous le protonyme Grosphus bicolor par Lourenço en 2012. Elle est placée dans le genre Teruelius par Lowe et Kovařík en 2019, dans le genre Grosphus par Lourenço, Rossi, Wilmé, Raherilalao, Soarimalala et Waeber en 2020 puis dans le genre Teruelius par Lowe et Kovařík en 2022.

## Publication originale
- Lourenço, 2012 : « A new species of Grosphus Simon, 1880 (Scorpiones: Buthidae) from the Southwest of Madagascar. » Entomologische Mitteilungen aus dem Zoologischen Museum Hamburg, vol. 16, no 188, p. 33-40 (texte intégral).